# ジョン・ダンフォース
ジョン・クラゲット「ジャック」ダンフォース（John Claggett "Jack" Danforth, 1936年9月5日 - ）は、アメリカ合衆国の元国連大使。
1958年にプリンストン大学卒業後、イェール大学で神学と法学を学んだ。
ミズーリ州検事総長、アメリカ合衆国上院議員、スーダンへの特使等を経て、2004年6月にジョン・ネグロポンテの後任として国連大使に着任した。与党の共和党だけでなく、野党の民主党からも支持と尊敬を集めていたが、2005年に辞任。それにより、ブッシュ大統領により後任に指名されたジョン・ボルトンの承認は難航した。